# Phaenandrogomphus chaoi
Phaenandrogomphus chaoi är en trollsländeart som beskrevs av Zhu och Liang 1991. Phaenandrogomphus chaoi ingår i släktet Phaenandrogomphus och familjen flodtrollsländor. Inga underarter finns listade i Catalogue of Life.